# 피자나라 치킨공주
피나치공은 대한민국의 음식 프렌차이즈 기업이다. 본사는 서울특별시 송파구 동남로 323에 위치하고 있으며, 모기업은 (주)리치빔이다. 피자나리치킨공주, 피치공, 피치 등의 사용하고 있다.

## 역사
1999년 피나치공 브랜드를 설립하였다. 2020년 6월 28일 유튜버 송대익의 피나치공 조작 사건 파문을 일으켰다.

## 매장 지역
- 서울특별시 : 54개
- 부산광역시 : 29개
- 대구광역시 : 16개
- 인천광역시 : 26개
- 광주광역시 : 9개
- 대전광역시 : 3개
- 울산광역시 : 9개
- 세종특별자치시 : 2개
- 경기도 : 82개
- 강원특별자치도 : 21개
- 충청북도 : 11개
- 충청남도 : 17개
- 전북특별자치도 : 13개
- 전라남도 : 24개
- 경상북도 : 23개
- 경상남도 : 36개

그 외에는 제주특별자치도가 없는 매장이다.